# Henrique Júnior
Henrique André Júnior ist ein angolanischer Politiker der Movimento Popular de Libertação de Angola (MPLA).

## Leben
Henrique André Júnior absolvierte ein Studium der Rechtswissenschaften, das er mit einem Lizenziat der Rechtswissenschaft (Licenciado em Direito) abschloss. Er übernahm nach der Unabhängigkeit Angolas von Portugal am 11. November 1975 zwischen 1976 und 1979 den Posten als Militärankläger der 4. Region und wechselte danach in die Staatliche Fischereiverwaltung, in der er zwischen 1982 und 1991 Direktor für handwerkliche Fischerei, zwischen 1991 und 1996 Nationaler Direktor für Fischerei sowie zuletzt von 1996 bis 1997 Generalsekretär für Fischerei war. Im Anschluss fungierte er von 1997 bis 2004 als Vize-Minister für Fischerei (Vice-Ministro das Pescas) in den Regierung von Premierminister Fernando José de França Dias Van Dúnem (1997 bis 1999) Staatspräsident José Eduardo dos Santos (1999 bis 2002) sowie von Premierminister Fernando da Piedade Dias dos Santos (2002 bis 2004).
2004 übernahm Júnior den Posten als Gouverneur der Provinz Cuanza Norte, den er bis 2016 bekleidete. Zugleich hatte er zwischen 2009 und 2016 die Funktion des Ersten Sekretärs des MPLA-Komitees der Provinz Cuanza Norte inne. Bei der Wahl vom 31. Dezember 2012 wurde er auf der Landesliste der Movimento Popular de Libertação de Angola (MPLA) erstmals zum Mitglied der Nationalversammlung (Assembleia Nacional) gewählt. Am 27. Oktober 2017 wurde er als Nachrücker für Adão Francisco Correia de Almeida wieder Mitglied der Nationalversammlung, in der Mitglied der 4. Parlamentskommission (4.ª Comissão: Administração do Estado e Poder Local) ist, die für staatliche Verwaltung und Kommunalverwaltung zuständig ist. Er ist ferner Mitglied des Zentralkomitees der MPLA.